# Hergetova cihelna (Sedlec)

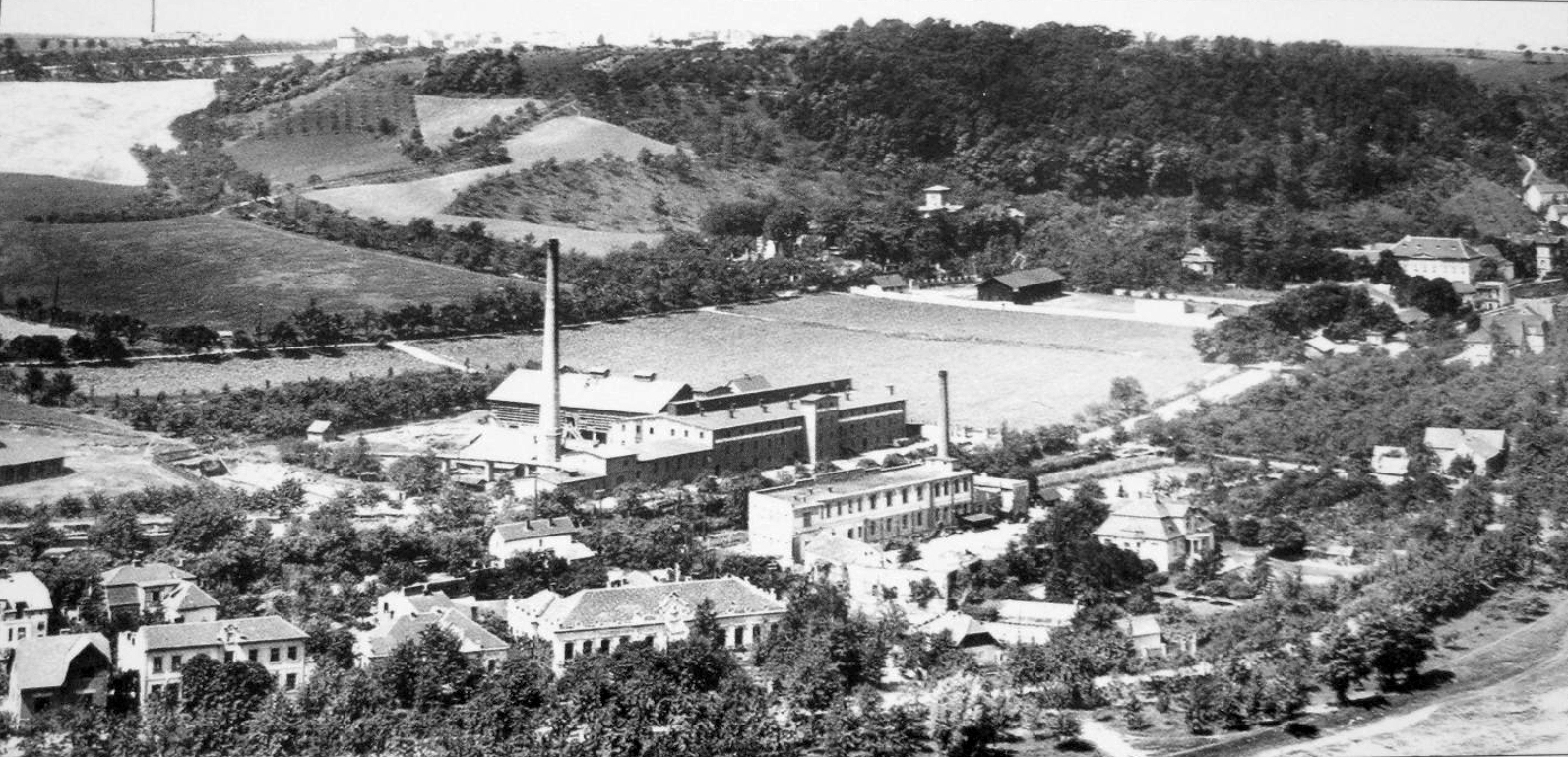
Hergetova cihelna (Praha–Sedlec) na dobové pohlednici

Hergetova cihelna v Sedlci je bývalý průmyslový areál v Praze 6 v ulici Přerušená na západní straně železniční trati z Prahy do Ústí nad Labem. Její dochovaná tovární budova s oválnou pecí je jediná v Praze. Roku 2006 byl Národním památkovým ústavem v Praze podán návrh na prohlášení kulturní památkou.

## Historie
V Sedlci byly cihly vyráběny ve dvou cihelnách již v 1. polovině 19. století. Tyto cihelny s několika hliništi vlastnil František Pštross a po jeho smrti dcera Anna Novotná. Ta u cesty do Suchdola dala postavit dvě kruhové pece.
Sedlecký velkostatek i s cihelnami koupil Antonín Herget (1862, Hlubočepy - 1918), jediný syn továrníka Maxe Hergeta, který se roku 1893 stal spoludědicem majetku rodiny Hergetů, včetně cihelny v Bubenči. Roku 1903 si nechal vyplatit podíly z rodinné firmy a použil je na založení své samostatné sedlecké firmy.
Novou cihelnu dal postavit při železniční trati podle návrhu berlínské firmy Wilhelm Eckardt & Ernst Hotop, stavbu provedl stavitel V. Möse ze Smíchova. Vznikly zde administrativní budova, tovární komín vysoký přes 40 metrů, kruhová pec zabudovaná do sušárny a strojová lisovna s generátorem jako její přístavby.
Jako rytmistr na východní frontě v březnu 1917 prodal všechny své nemovitosti protokolované firmě Antonín Herget, cihlářské závody v Sedlci, spol. s r.o. a po jeho smrti roku 1918 získali jeho potomci z této firmy podíl.
Roku 1919 dala firma přistavět elektrárnu. O rok později začala s výstavbou nové kruhové pece s 24 komorami, kterou navrhl architekt J. Benedikt (kolaudace 1924). Předpokládaná výroba pro rok 1924 byla 12 milionů cihel a 3 miliony tašek. Roku 1928 byla pec rozšířena o dalších šest komor. Roku 1929 zasáhla firmu hospodářská recese. Došlo k rozprodávání pozemků a ke snížení výroby o 25 %, protože firma měla velké neprodané zásoby.
Během 2. světové války byla cihelna v provozu po názvem Edifa-Herget, akc. spol. pro výrobu a prodej stavebních hmot. Po znárodnění roku 1948 byla přidělena Československým stavebním závodům - závod Betona pro výzkum předpjatého betonu. Od roku 1954 v areálu sídlil n.p. Pražské cihelny, později byl využíván jako skladiště stavebních materiálů. Komín byl zbořen před rokem 1975.